# Explosão (geometria algébrica)

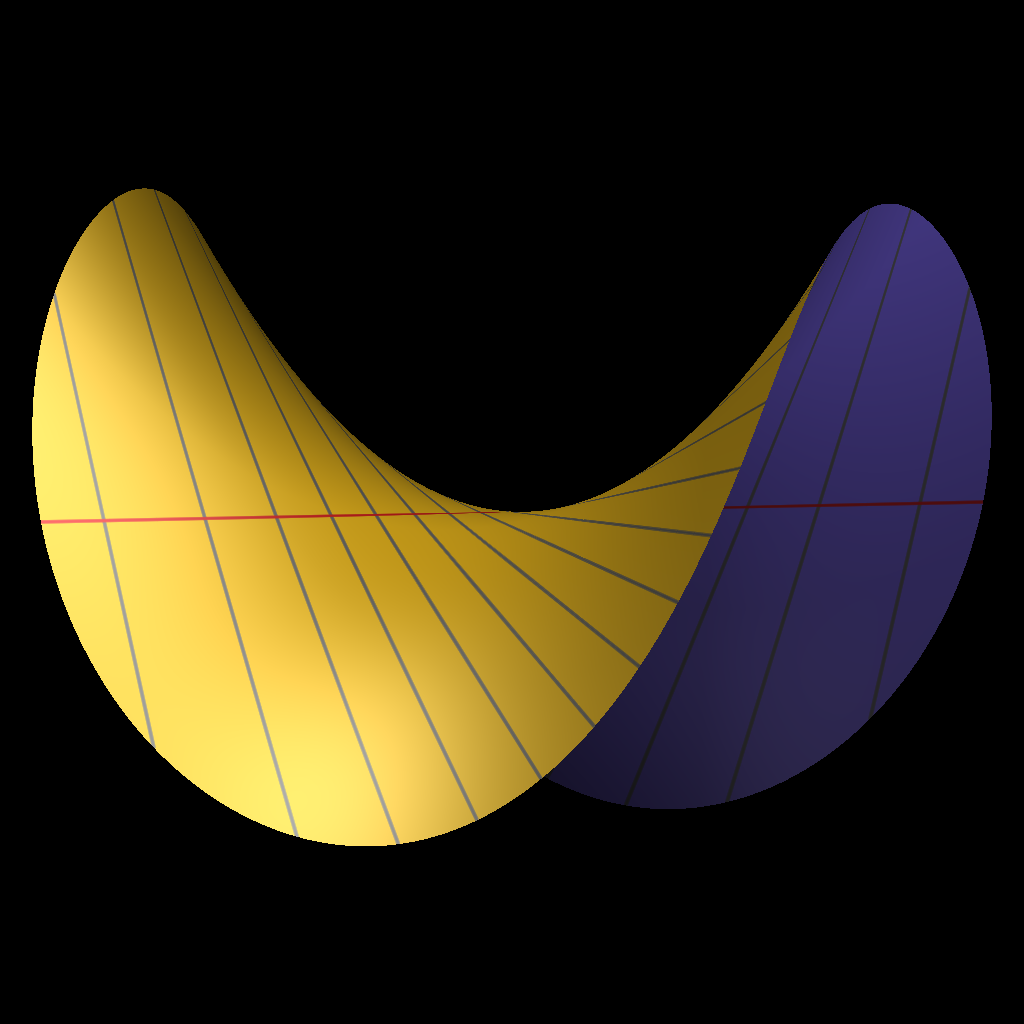
Explosão de um plano afim.

Em matemática, explosão ou expansão (do inglês blowing up ou blowup) é um tipo de transformação geométrica que substitui um subespaço de um espaço por todas as direções apontando para fora daquele subespaço. Por exemplo, a explosão de um ponto em um plano substitui o ponto pelo espaço tangente projetivizado naquele ponto. A metáfora é a de dar zoom em uma fotografia para ampliar uma parte da imagem, e não a de uma explosão.
Explosões são as transformações mais importantes em geometria birracional, porque todo morfismo birracional entre variedades projetivas é uma explosão. O teorema da fatoração fraca diz que a toda aplicação birracional pode ser considerada como uma composição de explosões particularmente simples. O grupo de Cremona, que é o grupo dos automorfismos birracionais do plano, é gerado por explosões.
Além de sua importância na descrição de transformações birracionais, explosões também são uma importante forma de construção de novos espaços. Por exemplo, a maioria dos procedimentos para a resolução de singularidades consiste na aplicação de várias explosões seguidas na singularidade, até que estas se tornem suaves. Uma consequência disso é que blowups podem ser usados para resolver as singularidades de aplicações birracionais.
Classicamente, blowups foram definidos extrinsecamente, primeiro definindo a explosão em espaços como o espaço projetivo usando uma construção explícita em coordenadas e, em seguida, definindo blowups em outros espaços em termos de uma imersão. Isso se reflete em parte da terminologia, como o termo clássico transformação monoidal. A geometria algébrica contemporânea trata a explosão como uma operação intrínseca em uma variedade algébrica. Desta perspectiva, uma explosão é a maneira universal (no sentido da teoria das categorias) de transformar uma subvariedade em um divisor de Cartier.
Um blowup também pode ser chamado de transformação monoidal, transformação localmente quadrática, dilatação, σ-processo ou aplicação de Hopf.

## Oblowupde um ponto no plano
O caso mais simples de explosão é o da explosão de um ponto no plano. A maioria das características gerais das explosões pode ser vista neste exemplo.
A explosão tem uma descrição sintética como uma correspondência de incidência. Lembre-se que a Grassmanniana G(1,2) parametriza o conjunto de todas as retas no plano projetivo. A explosão do plano projetivo P2 no ponto P, que será denotada por X, é
{\displaystyle X=\{(Q,\ell )\mid P,\,Q\in \ell \}\subseteq \mathbf {P} ^{2}\times \mathbf {G} (1,2).}
X é uma variedade projetiva, porque é uma subvariedade fechada de um produto de variedades projetivas. Ele vem com um morfismo natural π para P2 que leva o par {\displaystyle (Q,\ell )} para Q. Este morfismo é um isomorfismo no subconjunto aberto de todos os pontos {\displaystyle (Q,\ell )} com Q ≠ P, pois a reta {\displaystyle \ell } é determinada por estes dois pontos. Quando Q = P, no entanto, a reta {\displaystyle \ell } pode ser qualquer reta passando por P. Essas retas correspondem ao espaço das direções por P, que é isomorfo a P1. Este P1 é chamado de divisor excepcional e, por definição, é o espaço normal projetivizado em P. Como P é um ponto, o espaço normal é o mesmo que o espaço tangente, portanto, o divisor excepcional é isomorfo ao espaço tangente projetivizado em P.
Para definir coordenadas na explosão, pode-se escrever as equações abaixo para a correspondência de incidência acima. Considere P2 com coordenadas homogêneas [X0:X1:X2], em que P é o ponto [P0:P1:P2]. Por dualidade projetiva, G(1,2) é isomorfo a P2, então pode-se dar a ele coordenadas homogêneas [L0:L1:L2]. Uma reta {\displaystyle \ell _{0}=[L_{0}:L_{1}:L_{2}]} é o conjunto de todos os [X0:X1:X2], tais que X0L0 + X1L1 + X2L2 = 0. Portanto, a explosão pode ser descrita como
{\displaystyle X=\{([X_{0}:X_{1}:X_{2}],[L_{0}:L_{1}:L_{2}])\mid P_{0}L_{0}+P_{1}L_{1}+P_{2}L_{2}=0,\,X_{0}L_{0}+X_{1}L_{1}+X_{2}L_{2}=0\}\subseteq \mathbf {P} ^{2}\times \mathbf {P} ^{2}.}
A explosão é a um isomorfismo a partir de P, e ao trabalhar no plano afim em vez do plano projetivo, pode-se obter equações mais simples para a explosão. Depois de uma transformação projetiva, pode-se assumir que P = [0:0:1]. Escrever x e y em coordenadas no plano afim X2≠0. A condição P ∈ {\displaystyle \ell } implica que L2 = 0, então pode-se substituir a Grassmanniana por um P1. Assim a explosão é a variedade
{\displaystyle \{((x,y),[z:w])\mid xz+yw=0\}\subseteq \mathbf {A} ^{2}\times \mathbf {P} ^{1}.}
É mais comum para alterar as coordenadas de modo a inverter um dos sinais. Assim, a explosão pode ser escrita como
{\displaystyle \left\{((x,y),[z:w])\mid \det {\begin{vmatrix}x&y\\w&z\end{vmatrix}}=0\right\}.}
Esta equação é mais fácil de generalizar do que a anterior.
O blowup também pode ser descrito usando diretamente as coordenadas sobre o espaço normal no ponto. Mais uma vez, trabalha-se sobre o plano afim A2. O espaço normal na origem é o espaço vetorial m/m2, onde m = (x, y) é o ideal maximal da origem. Algebricamente, a projetivização deste espaço vetorial é Proj da sua álgebra simétrica, isto é,
{\displaystyle X=\operatorname {Proj} \,\bigoplus _{r=0}^{\infty }\operatorname {Sym} _{k[x,y]}^{r}{\mathfrak {m}}/{\mathfrak {m}}^{2}.}
Neste exemplo, esta tem a descrição concreta como
{\displaystyle X=\operatorname {Proj} \ k[x,y][z,w]/(xz-yw),}
onde x e y têm grau 0 e z e w têm grau 1.
Sobre os números reais ou complexos, o blowup tem a descrição topológica dada pela soma conexa {\displaystyle \mathbf {P} ^{2}\#\mathbf {P} ^{2}.} Assuma que P é origem em A2 ⊆ P2, e denote a reta no infinito por L. A2 \ {0} tem uma aplicação inversão t que leva (x, y) em (x/(|x|2 + |y|2), y/(|x|2 + |y|2)).  t é a inversão do círculo com respeito a esfera unitária S: esta aplicação fixa S, preserva cada reta que passa pela origem, e troca o interior da esfera com o exterior. t estende-se a uma aplicação contínua P2 → A2 enviando a reta no infinito para a origem. Esta extensão, que também denota-se por t, pode ser usada para construir o blowup.  Seja C o complemento da esfera unitária. O blowup X é a variedade obtida colando duas cópias de C ao longo de S. X vem com uma aplicação π para P2 a qual é a identidade sobre a primeira cópia de C e t sobre a segunda cópia de C. Esta aplicação é um isomorfismo a partir de P, e a fibra sobre P é a reta no infinito na segunda cópia de C. Cada ponto desta reta corresponde a uma única reta que passa pela origem, assim a fibra sobre π corresponde às possíveis direções normais através da origem.
Para CP2 este processo deveria produzir uma variedade orientada.  Para que isso aconteça, as duas cópias de C devem ter orientações opostas. Em símbolos, X é {\displaystyle \mathbf {CP} ^{2}\#{\overline {\mathbf {CP} ^{2}}},} em que {\displaystyle {\overline {\mathbf {CP} ^{2}}}} é CP2 com o oposto da orientação padrão.

## Blowing upde pontos no espaço complexo
Seja Z a origem em um espaço complexo n-dimensional, Cn. Isto é, Z é o ponto onde as n funções coordenadas {\displaystyle x_{1},\ldots ,x_{n}} se anulam simultaneamente. Seja Pn - 1 o espaço projetivo complexo (n - 1)-dimensional com coordenadas homogêneas {\displaystyle y_{1},\ldots ,y_{n}.} Seja {\displaystyle {\tilde {\mathbf {C} ^{n}}}} um subconjunto de Cn × Pn - 1 que satisfaz simultaneamente as equações {\displaystyle x_{i}y_{j}=x_{j}y_{i}} para i, j = 1, ..., n. A projeção
{\displaystyle \pi :\mathbf {C} ^{n}\times \mathbf {P} ^{n-1}\to \mathbf {C} ^{n}}
induz naturalmente uma aplicação holomórfica.
{\displaystyle \pi :{\tilde {\mathbf {C} ^{n}}}\to \mathbf {C} ^{n}.}
Esta aplicação π (ou, analogamente, o espaço {\displaystyle {\tilde {\mathbf {C} ^{n}}}}) é chamado de blow-up (ou blow up ou blowup) de Cn.
O divisor excepcional E é definido como a imagem inversa do blow-up do lugar geométrico Z sob π. É fácil ver que
{\displaystyle E=Z\times \mathbf {P} ^{n-1}\subseteq \mathbf {C} ^{n}\times \mathbf {P} ^{n-1}}
é uma cópia do espaço projetivo. É um divisor efetivo. Longe de E, π é um isomorfismo entre {\displaystyle {\tilde {\mathbf {C} ^{n}}}\setminus E} e Cn \ Z; isto é uma aplicação birracional entre {\displaystyle {\tilde {\mathbf {C} ^{n}}}} e Cn.

## Blowing upde subvariedades em variedades complexas
Mais geralmente, um blow up pode ser aplicado a qualquer subvariedade complexa k-codimensional Z de Cn. Suponha que Z é o lugar geométricos da equação {\displaystyle x_{1}=\cdots =x_{k}=0,} e sejam {\displaystyle y_{1},\ldots ,y_{k}} as coordenadas homogêneas sobre Pk - 1. Então o blow-up {\displaystyle {\tilde {\mathbf {C} }}^{n}} é o ligar geométrico das equações {\displaystyle x_{i}y_{j}=x_{j}y_{i}} para todo i e j, no espaço Cn × Pk - 1.
Mais geralmente ainda, pode-se aplicar um blow up em qualquer subvariedade de qualquer variedade complexa X aplicando esta construção localmente. O efeito é, como antes, o de substituir o lugar geométrico Z do blow up pelo divisor excepcional E. Em outras palavras, a aplicação blow up
{\displaystyle \pi :{\tilde {X}}\to X}
é uma aplicação birracional que, partindo de E, induz um isomorfismo, e, sobre E, é localmente uma fibração trivial com fibra Pk - 1. De fato, a restrição {\displaystyle \pi |_{E}:E\to Z} é naturalmente vista como a projetivização de um feixe normal de Z em X.
Como E é um divisor suave, seu feixe normal é um feixe reto. Não é difícil mostrar que E se intercepta negativamente. Isto significa que seu feixe normal não possui seções holomórficas; E é o único representante complexo suave de sua classe de homologia em {\displaystyle {\tilde {X}}.} (Suponha que E poderia ser perturbado fora de si para outra subvariedade complexa na mesma classe. Então as duas subvariedades se cruzariam positivamente — como subvariedades complexas sempre fazem — contradizendo a auto-intersecção negativa de E.). É por isso que o divisor é chamado excepcional.
Seja V uma subvariedade de X outra que não seja Z. Se V é disjunta de Z, então ela é essencialmente afetada blowing up aplicado em Z. Contudo, se interceptar Z, então há dois análogos distintos de V no blow-up {\displaystyle {\tilde {X}}.} Um é uma transformação própria (ou estrita), que é o fecho de {\displaystyle \pi ^{-1}(V\setminus Z);} seu feixe normal em {\displaystyle {\tilde {X}}} é tipicamente diferente do feixe de V em X. O outro é a transformação total, que incorpora alguns ou todos os E; isto é essencialmente um pullback de V em cohomologia.

## Blowing up esquemas
Para obter um blow-up em sua maior generalidade, seja X um esquema, e seja {\displaystyle {\mathcal {I}}} um feixe coerente de ideais sobre X.  O blow-up de X com respeito a {\displaystyle {\mathcal {I}}} é um esquema {\displaystyle {\tilde {X}}} junto com um morfismo
{\displaystyle \pi \colon {\tilde {X}}\rightarrow X}
tal que {\displaystyle \pi ^{-1}{\mathcal {I}}\cdot {\mathcal {O}}_{\tilde {X}}} é um feixe invertível, caracterizado por esta propriedade universal: para qualquer morfismo f: Y → X tal que {\displaystyle f^{-1}{\mathcal {I}}\cdot {\mathcal {O}}_{Y}} é um feixe invertível, f se fatora exclusivamente através de π.
Note que
{\displaystyle {\tilde {X}}=\mathbf {Proj} \bigoplus _{n=0}^{\infty }{\mathcal {I}}^{n}}
tem esta propriedade; é assim que o blow-up é construído. Onde Proj é a Proj construção sobre feixes graduados de anéis comutativos.

### Divisor excepcional
O divisor excepcional de um blow-up {\displaystyle \pi :\operatorname {Bl} _{\mathcal {I}}X\to X} é um subesquema definido pela imagem inversa do feixe ideal {\displaystyle {\mathcal {I}},} que é por vezes denotado {\displaystyle \pi ^{-1}{\mathcal {I}}\cdot {\mathcal {O}}_{\operatorname {Bl} _{\mathcal {I}}X}.} Segue-se da definição de blow-up em termos de Proj que este subesquema E é definido pelo feixe ideal {\displaystyle \textstyle \bigoplus _{n=0}^{\infty }{\mathcal {I}}^{n+1}.} Este feixe ideal é também relativo a {\displaystyle {\mathcal {O}}(1)} por π.
π é um isomorfismo partindo do divisor excepcional, mas o divisor excepcional não precisa estar no lugar geométrico excepcional de π. Isto é, π pode ser um isomorfismo em E. Isto acontece, por exemplo, na situação trivial onde {\displaystyle {\mathcal {I}}} já é um feixe invertível. Em particular, em tal caso o morfismo π não determina um divisor excepcional. Outra situação onde o lugar geométrico excepcional pode ser estritamente menor do que o divisor excepcional é quando X tem singularidades. Por exemplo, seja X um cone afim sobre P1 × P1. X pode ser dado como o lugar geométrico vazio de xw − yz em A4. Os ideais (x, y) e (x, z) definem dois plano, cada um dos quais passa por um vértice de X. Longe do vértice, esses planos são hipersuperfícies em X, então o blow-up é um isomorfismo lá. O lugar geométrico excepcional da explosão de qualquer um destes planos é, portanto, centrada sobre o vértice do cone, e, consequentemente, é estritamente menor do que o divisor excepcional.

## Construções relacionadas
No blow-up de Cn descrito acima, não havia nada de essencial no uso de números complexos; blow-ups podem ser aplicados sobre qualquer corpo. Por exemplo, o blow-up de R2  resulta na Faixa de Mobius; correspondentemente, o blow-up de uma 2-esfera S2 resulta no plano projetivo real.
A deformação para o cone normal é um blow-up técnico usado para provar muitos resultados em Geometria Algébrica.  Dado um esquema X e um subesquema fechado V, um blows up
{\displaystyle V\times \{0\}\ {\text{in}}\ Y=X\times \mathbf {C} \ {\text{or}}\ X\times \mathbf {P} ^{1}}
Então
{\displaystyle {\tilde {Y}}\to \mathbf {C} }
é uma fibração.  A fibra geral é naturalmente isomorfa a X, enquanto a fibra central é uma união de dois esquemas: um é um blow-up de X ao longo de V, e o outro é um cone normal de V com suas fibras completadas em espaços projetivos.
Blow-ups também podem ser realizadas na categoria simplética, ao dotar um variedade simplética de uma estrutura quase complexa e compatível com um blow-up complexo. Isso faz sentido em um nível puramente topológico; entretanto, dotar o blow-up de uma forma simplética requer algum cuidado, porque não se pode arbitrariamente estender a forma simplética através do divisor excepcional E. É preciso alterar a forma simplética em uma vizinhança de E, ou realizar a explosão cortando uma vizinhança de Z e colando a fronteira de uma maneira bem definida. Isto é melhor compreendido usando o formalismo do corte simplético, do qual o blow-up simplético é um caso especial. O corte simplético, juntamente com a operação inversa da soma simplética, é o análogo simplético da deformação ao cone normal ao longo de um divisor suave.